# Sadistik Exekution
Sadistik Exekution (v překladu sadistická poprava) byla australská death/black metalová kapela s prvky grindcore, thrash metalu a doom metalu založená roku 1985 v Sydney původně pod názvem Sadist zpěvákem Rokem a baskytaristou Davem Slavem. V roce 1986 se přejmenovala na Sadistik Exekution.

Stala se jednou z nejvlivnějších australských kapel extrémního metalu 90. let 20. století.
Debutové studiové album vyšlo roku 1991 a nese název The Magus.
Skupina se rozpadla v roce 2004, na svém kontě měla celkem pět regulérních alb. V listopadu 2009 se dala opět dohromady pro jedno koncertní vystoupení na Australian Metal Awards v Sydney.

Zpěvák Rok založil v roce 1998 vlastní stejnojmenný hudební projekt.

## Diskografie
Dema
- Demo (1987)
- Suspiral (1991)
- Agonizing the Dead (1992)

Studiová alba
- The Magus (1991)
- We Are Death... Fukk You! (1994)
- K.A.O.S. (1997)
- Fukk (2002)
- Fukk II (2004)

Kompilační alba
- 30 Years of Agonizing the Dead (2015)

Singly
- Sadistically Executed (1991)
- Demon with Wings (1996)
- Sadistik Elektrokution (1997)

Živá alba
- Fukkin Live 1991 (2014)

Split nahrávky
- Tribute to Slayer Magazine (2006) – split 7" vinyl se švédskou kapelou Nifelheim
- Suspiral Demo 1991 / Murder in the Dark (2014) – split 7" vinyl s australskou kapelou Doomed and Disgusting
- Sadistikly Disgusting / The Devil Down Under (2017) – split 7" vinyl s australskou kapelou Doomed and Disgusting

Box sety
- Death Metal (2010) – studiová alba The Magus (1991), We Are Death... Fukk You! (1994), Fukk (2002) a Fukk II (2004) na 12" vinylech